# Fredrik Berglund
Fredrik Berglund (Borås, 21 maart 1979) is een gewezen Zweeds voetballer die in Scandinavië en Nederland onder contract heeft gestaan.

## Clubcarrière
Berglund ging in 2001 van IF Elfsborg naar Roda JC maar werd (onder andere omdat hij moeite had met het door de club gehanteerde 4-3-3-systeem) geen vaste waarde in het eerste elftal. Mede daardoor werd hij tussentijds verhuurd aan zijn oude club IF Elfsborg waar hij met vier doelpunten in vijftien wedstrijden redelijk presteerde.
Terug bij Roda JC werd hij weinig opgesteld en wist hij niet meer te scoren. Aan het einde van zijn contract in 2004 werd hij getransfereerd naar het Deense Esbjerg fB.

## Interlandcarrière
Onder leiding van bondscoach Lars Lagerbäck maakte Berglund zijn debuut voor het Zweeds nationaal team op 10 februari 2001 in de vriendschappelijke wedstrijd tegen Thailand, net als Rade Prica (Helsingborgs IF) en Stefan Selakovic (Halmstads BK). Hij nam in dat duel het derde Zweedse doelpunt voor zijn rekening. Berglund speelde in totaal twaalf wedstrijden voor de nationale ploeg van Zweden, en scoorde twee keer voor zijn vaderland.
| Interlands van Fredrik Berglund voor Zweden | Interlands van Fredrik Berglund voor Zweden | Interlands van Fredrik Berglund voor Zweden | Interlands van Fredrik Berglund voor Zweden | Interlands van Fredrik Berglund voor Zweden | Interlands van Fredrik Berglund voor Zweden |
| №                                           | Datum                                       | Wedstrijd                                   | Uitslag                                     | Competitie                                  | Goals                                       |
| Als speler van IF Elfsborg                  | Als speler van IF Elfsborg                  | Als speler van IF Elfsborg                  | Als speler van IF Elfsborg                  | Als speler van IF Elfsborg                  | Als speler van IF Elfsborg                  |
| ------------------------------------------- | ------------------------------------------- | ------------------------------------------- | ------------------------------------------- | ------------------------------------------- | ------------------------------------------- |
| 1                                           | 10 februari 2001                            | Thailand – Zweden                           | 1 – 4                                       | Vriendschappelijk                           | 72'                                         |
| 2                                           | 14 februari 2001                            | Qatar – Zweden                              | 0 – 0                                       | Vriendschappelijk                           | 0                                           |
| 3                                           | 17 februari 2001                            | China – Zweden                              | 0 – 3                                       | Vriendschappelijk                           | 0                                           |
| Als speler van Esbjerg fB                   |                                             |                                             |                                             |                                             |                                             |
| 4                                           | 17 november 2004                            | Schotland – Zweden                          | 1 – 4                                       | Vriendschappelijk                           | 74'                                         |
| 5                                           | 22 januari 2005                             | Zuid-Korea – Zweden                         | 1 – 1                                       | Vriendschappelijk                           | 0                                           |
| 6                                           | 26 januari 2005                             | Mexico – Zweden                             | 0 – 0                                       | Vriendschappelijk                           | 0                                           |
| 7                                           | 8 juni 2005                                 | Zweden – Noorwegen                          | 2 – 3                                       | Vriendschappelijk                           | 0                                           |
| 8                                           | 12 november 2005                            | Zuid-Korea – Zweden                         | 2 – 2                                       | Vriendschappelijk                           | 0                                           |
| 9                                           | 18 januari 2006                             | Saoedi-Arabië – Zweden                      | 1 – 1                                       | Vriendschappelijk                           | 0                                           |
| 10                                          | 23 januari 2006                             | Jordanië – Zweden                           | 0 – 0                                       | Vriendschappelijk                           | 0                                           |
| Als speler van FC København                 |                                             |                                             |                                             |                                             |                                             |
| 11                                          | 16 augustus 2006                            | Duitsland – Zweden                          | 3 – 0                                       | Vriendschappelijk                           | 0                                           |
| 12                                          | 15 november 2006                            | Ivoorkust – Zweden                          | 1 – 0                                       | Vriendschappelijk                           | 0                                           |

## Wedstrijden en goals voor Roda JC per seizoen
| Seizoen | Wedstrijden | Goals |
| ------- | ----------- | ----- |
| 2001/02 | 18          | 3     |
| 2002/03 | 15          | 2     |
| 2003/04 | 9           | 0     |